# 日本昆虫学会
一般社団法人日本昆虫学会（にほんこんちゅうがっかい、英語名 The Entomological Society of Japan）は、1917年、東京帝国大学第2学生集会所において矢野宗幹、木下周太、小島銀吉、伊藤盛次らによって「東京昆蟲学会」として創立、1935年に「日本昆蟲学会」と改称された。1938年、「日本応用昆蟲学会」が設立され、実質上、日本昆蟲学会の応用分野が独立。1988年に日本応用動物昆虫学会より合併についての申し入れがあったが、1995年、両学会の合併は不成立となった。
事務局を東京都新宿区高田馬場4-4-19（株）国際文献印刷社内に置いている。

## 歴代会長
日本昆虫学会の歴史（学会長・大会長）
- 1921年 佐々木忠次郎
- 1926年 佐々木忠次郎
- 1931年 矢野宗幹
- 1933年-1934年 木下周太
- 1935年-1936年 松村松年
- 1937年-1938年 佐々木忠次郎
- 1939年-1940年 矢野宗幹
- 1941年 松村松年
- 1942年 岡島銀次
- 1944年 松村松年
- 1946年 松村松年
- 1947年-1948年 石井悌
- 1950年 鏑木外岐雄
- 1951年-1957年 江崎悌三
- 1958年 内田登一
- 1959年 八木誠政
- 1960年 一色周知
- 1961年-1968年 安松京三
- 1969年-1970年 渡辺千尚
- 1971年-1972年 朝比奈正二郎
- 1973年-1974年 日高敏隆
- 1975年-1976年 正木進三
- 1977年-1978年 石井象二郎
- 1979年-1980年 日高敏隆
- 1981年-1982年 白水隆
- 1983年-1984年 石原保
- 1985年-1986年 安富和男
- 1987年-1988年 平嶋義宏
- 1989年-1990年 笹川満廣
- 1991年-1992年 上野俊一
- 1993年-1994年 保田淑郎
- 1995年-1996年 森本桂
- 1997年-1998年 三枝豊平
- 1999年-2000年 湯川淳一
- 2001年-2002年 内藤親彦
- 2003年-2004年 石井実
- 2005年-2006年 嶌洪
- 2007年-2008年 諏訪正明
- 2009年-2010年 山根爽一
- 2011年-2012年 多田内修
- 2013年-2014年 沼田英治
- 2015年-2016年 前藤薫
- 2017年-2018年 秋元信一
- 2018年-2020年 阿部芳久
- 2020年-2022年 大原昌宏
- 2022年-2024年 広渡俊哉
- 2024年- 野村周平

## 名誉会員
名誉会員（2017年9月13日現在）
- 上野俊一
- 桐谷圭治
- 三枝豊平
- 齋藤哲夫
- 笹川満廣
- 平嶋義宏
- 森本桂
- 保田淑郎
- 安富和男
- 湯川淳一

## 会誌
- 日本昆虫学会刊行物一覧 国立情報学研究所
- 「Entomological Science」 1巻1号(1998年3月)- （英文誌）
- 「昆蟲（ニューシリーズ）」(Japanese Journal of Entomology (New Series)) 1巻1号 (1998年6月)- （和文誌）
- 「昆蟲」(Japanese Journal of Entomology) 1巻1号 (1926年6月)-65巻4号(1997年12月) 以後上記2誌に分割

## 自然保護委員会
日本昆虫学会自然保護委員会は、昆虫を中心とした自然保護・生物多様性保全に関する問題を審議し、評議員会の承認を得ながらさまざまな活動を展開している。

## 主な関連団体
- ICIPE（国際昆虫生理生態学センター）協会
- 日本応用動物昆虫学会
- 日本動物学会
- 日本蚕糸学会